# Llista dels peixos de la Mar Càspia

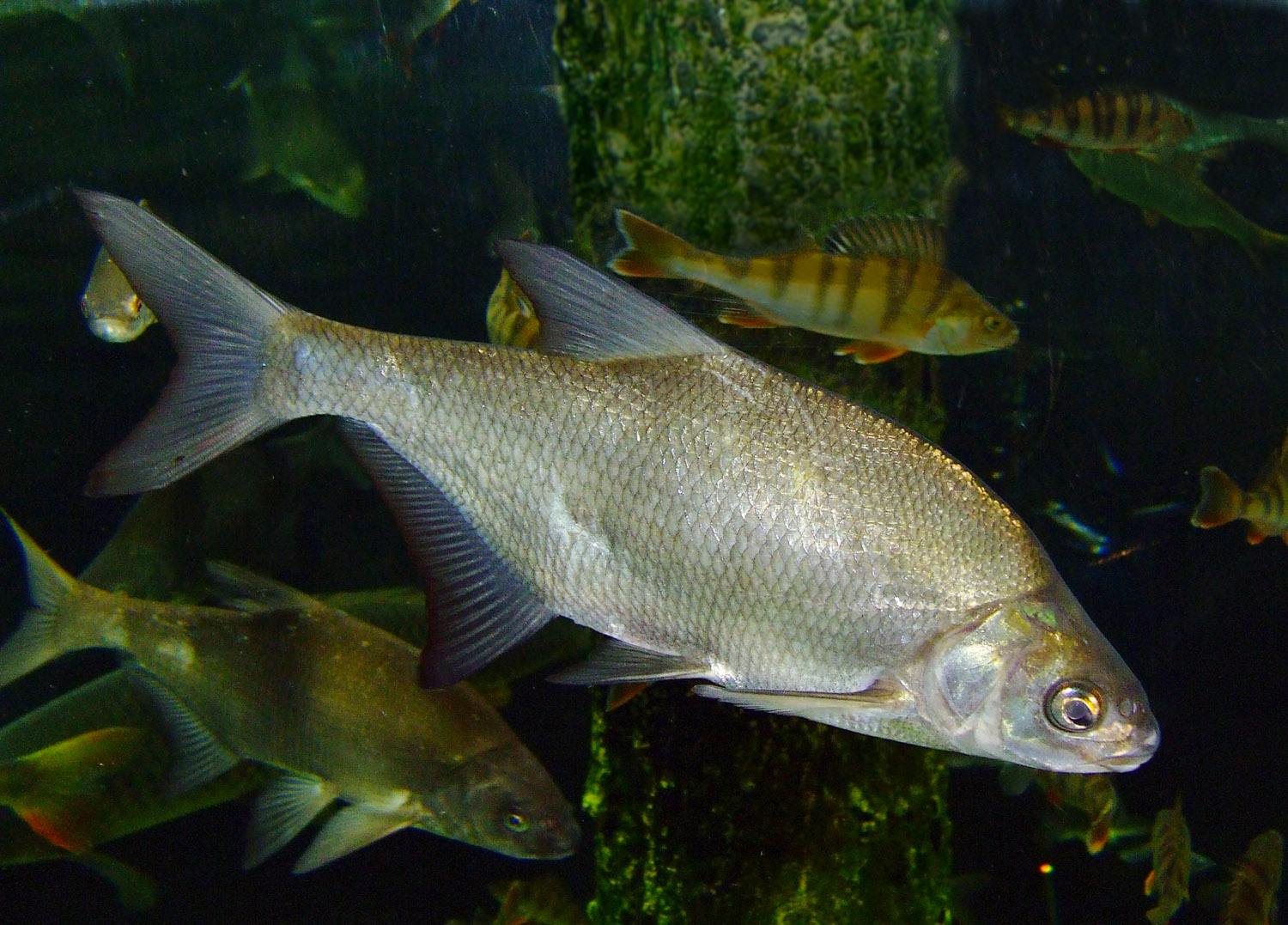
Abramis brama

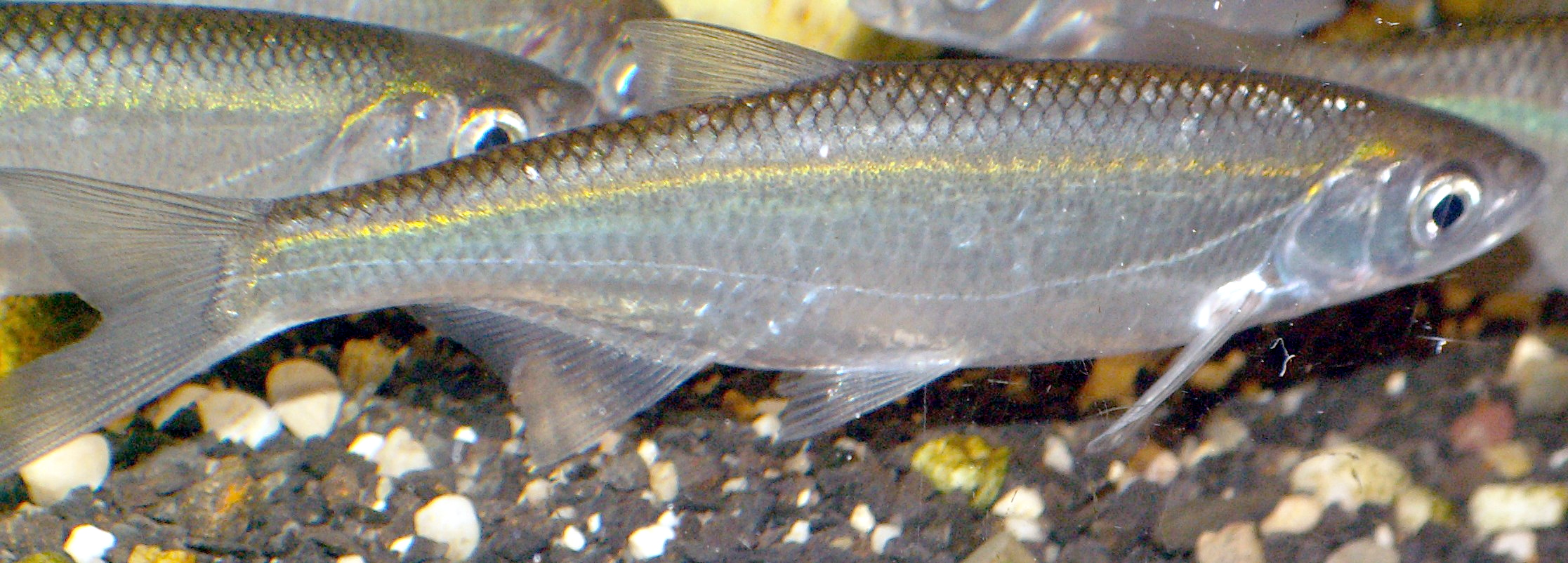
Alburnus alburnus

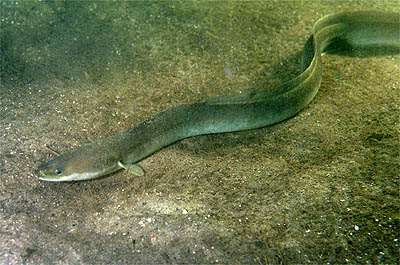
Anguilla anguilla

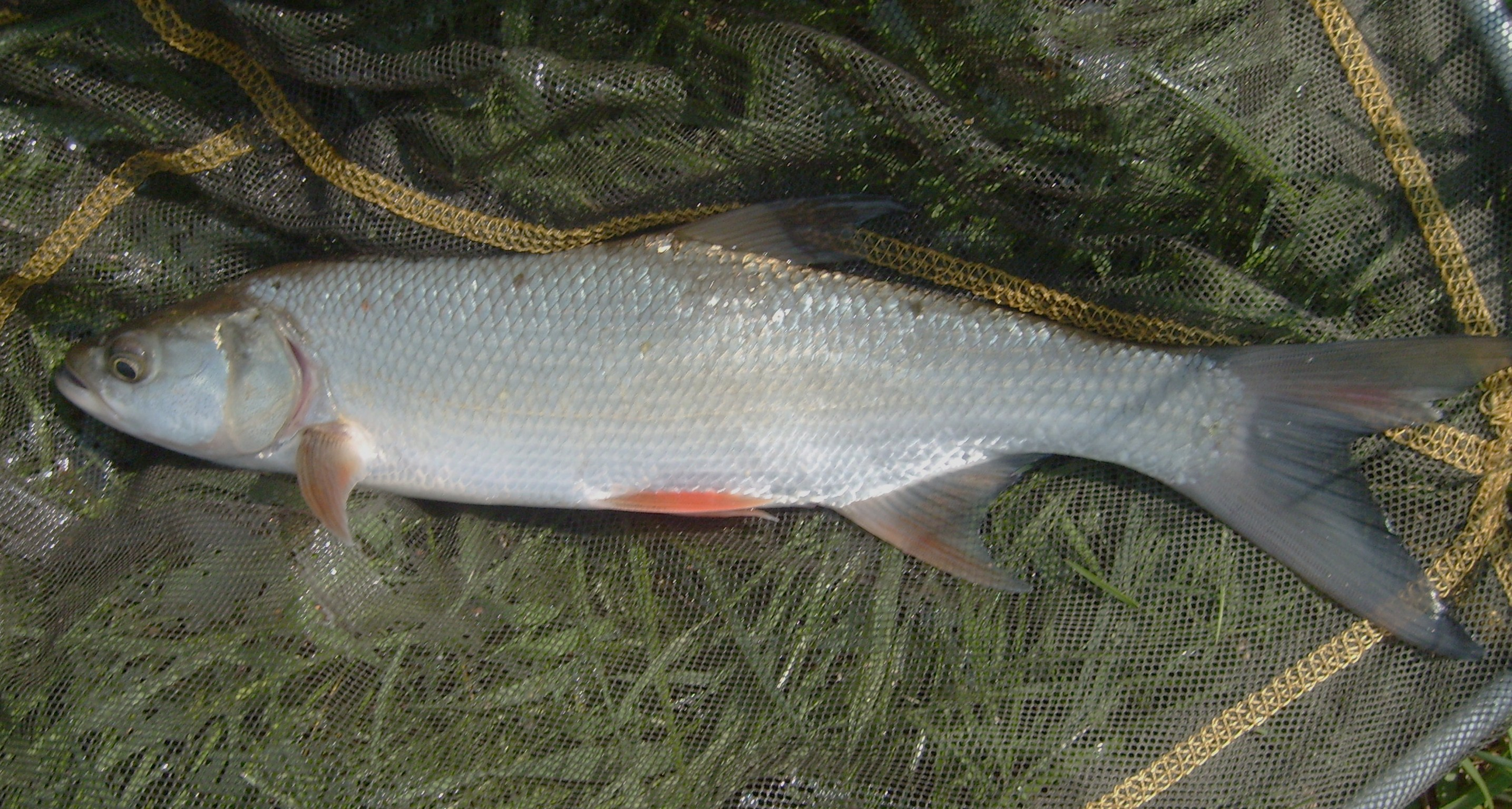
Aspius aspius

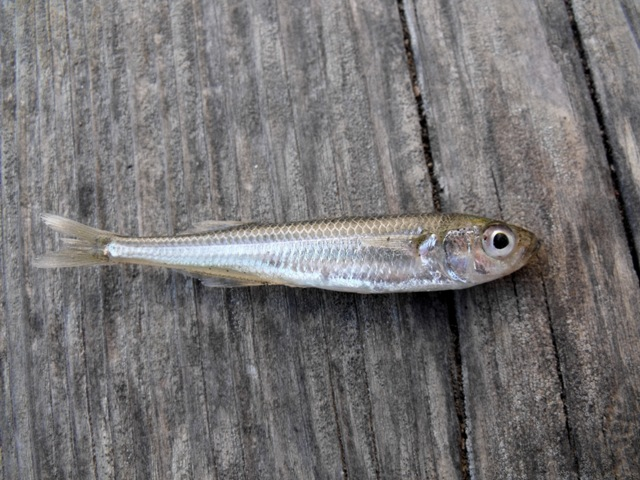
Atherina boyeri

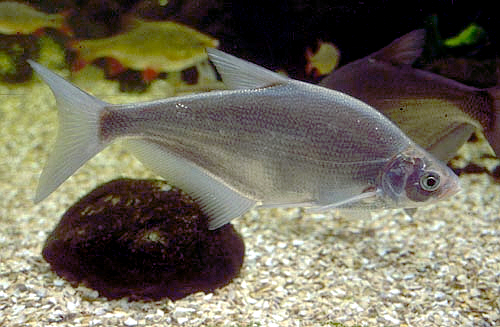
Ballerus ballerus

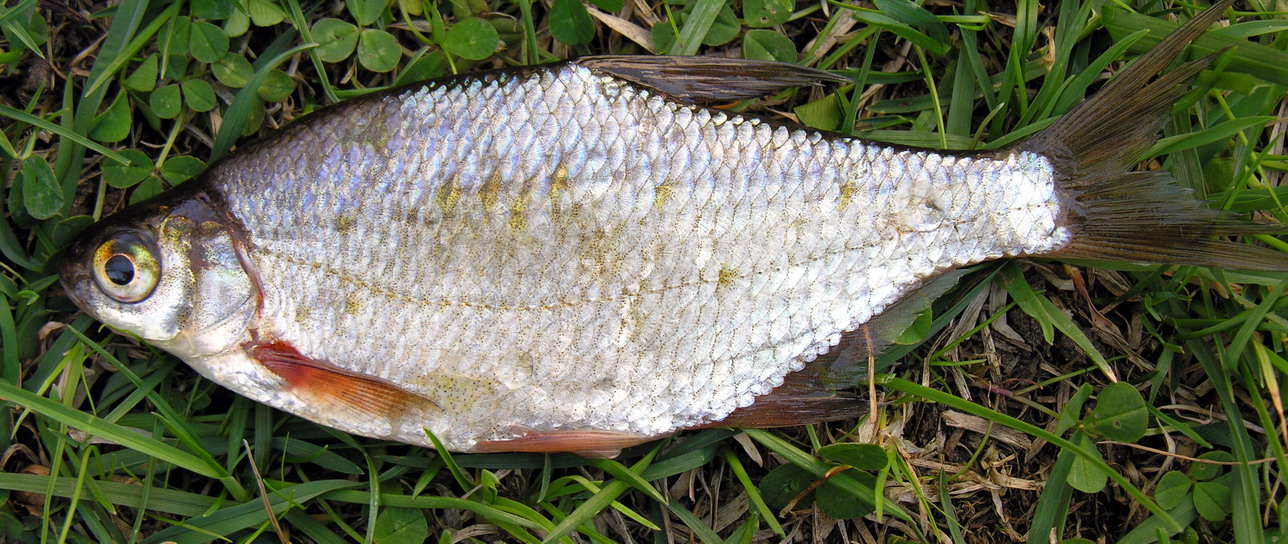
Blicca bjoerkna

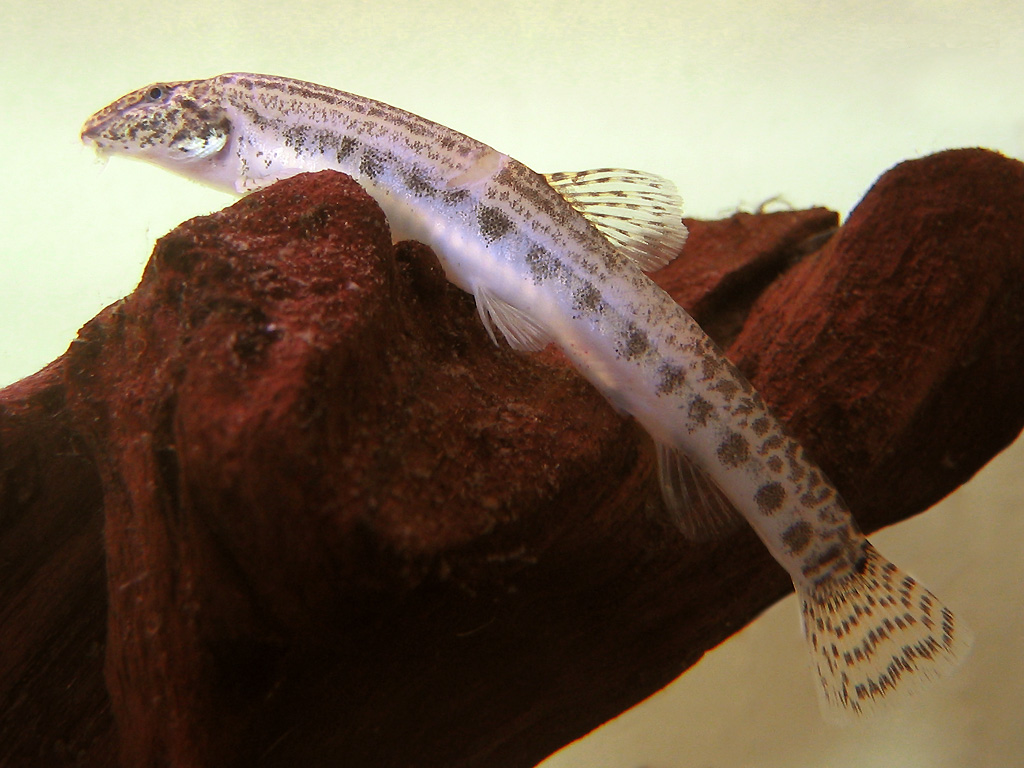
Cobitis taenia

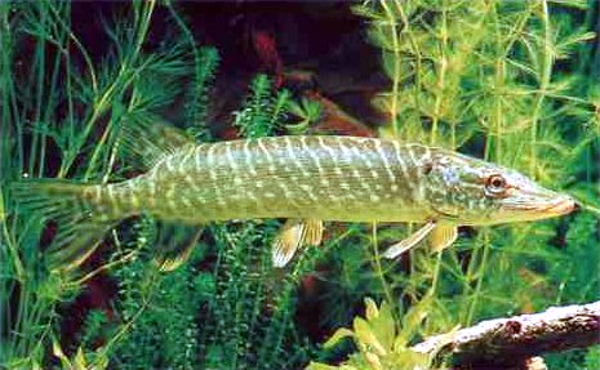
Esox lucius

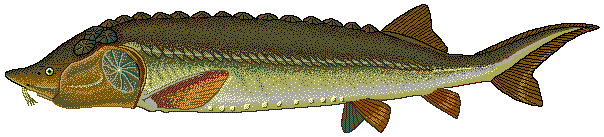
Huso huso

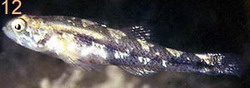
Knipowitschia caucasica

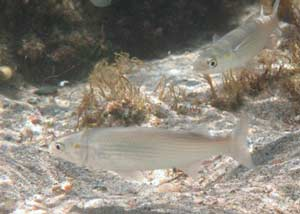
Liza aurata

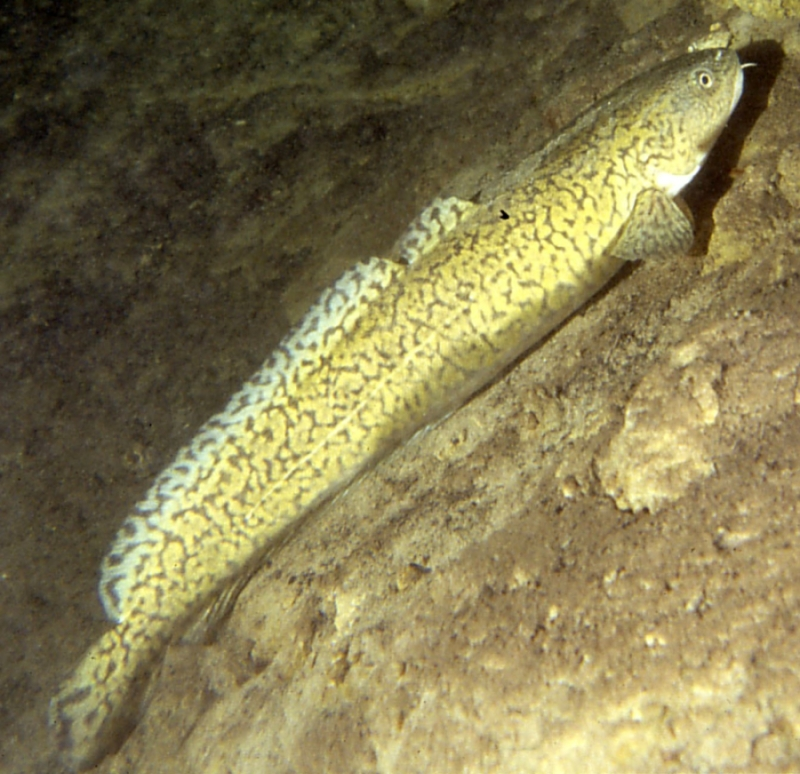
Lota lota

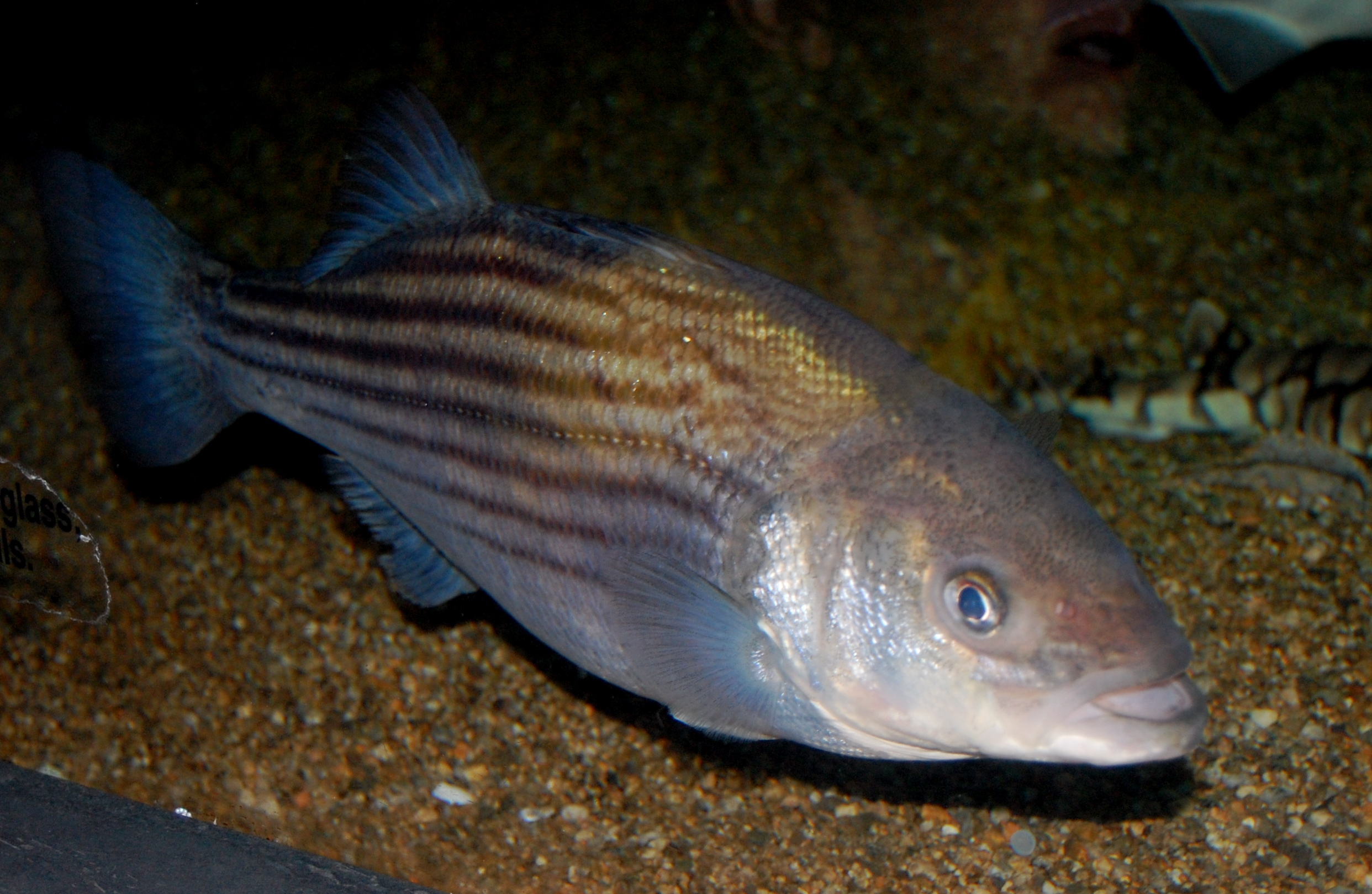
Morone saxatilis

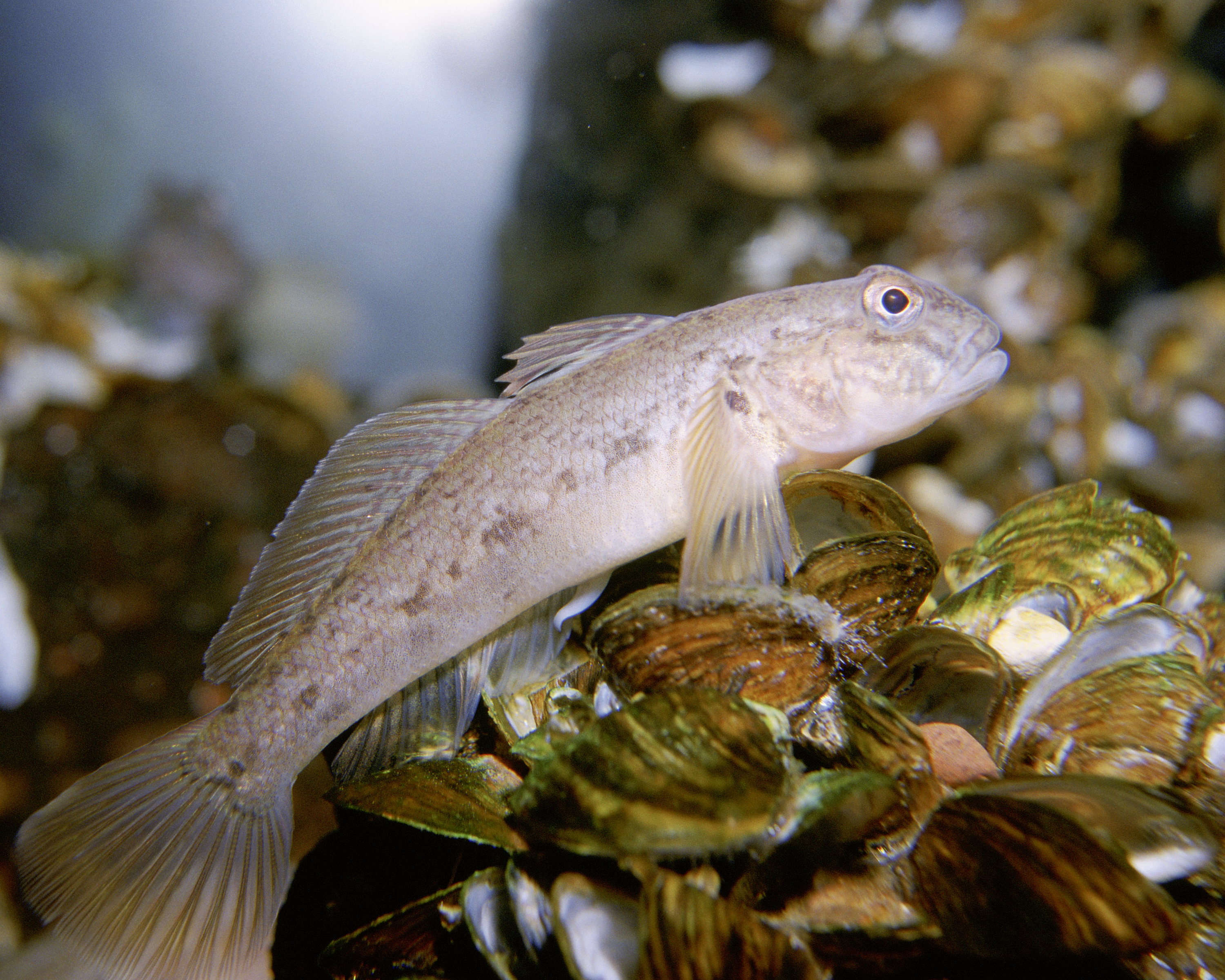
Neogobius melanostomus

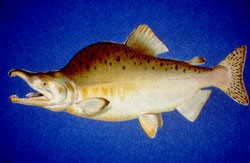
Oncorhynchus gorbuscha

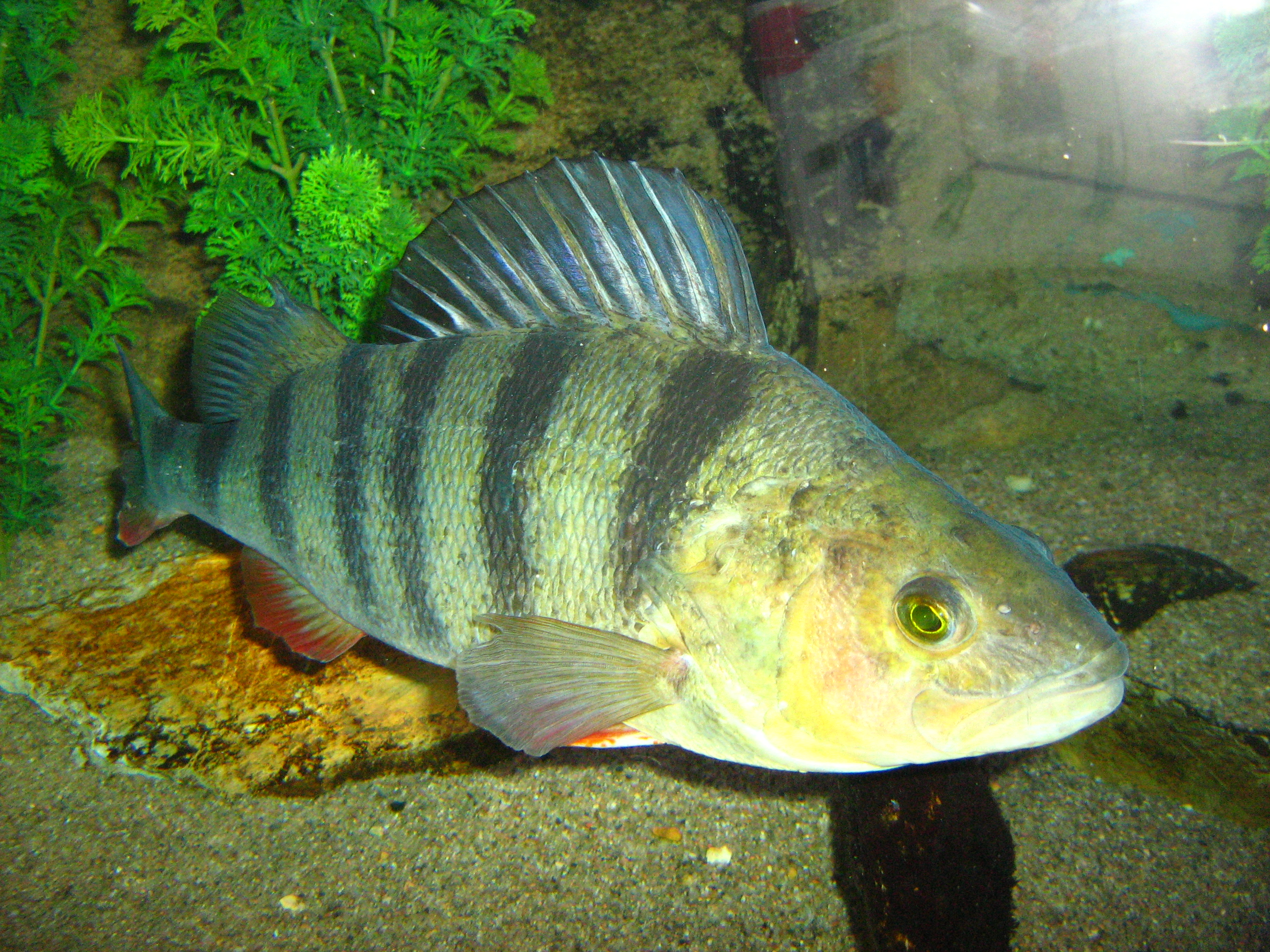
Perca fluviatilis

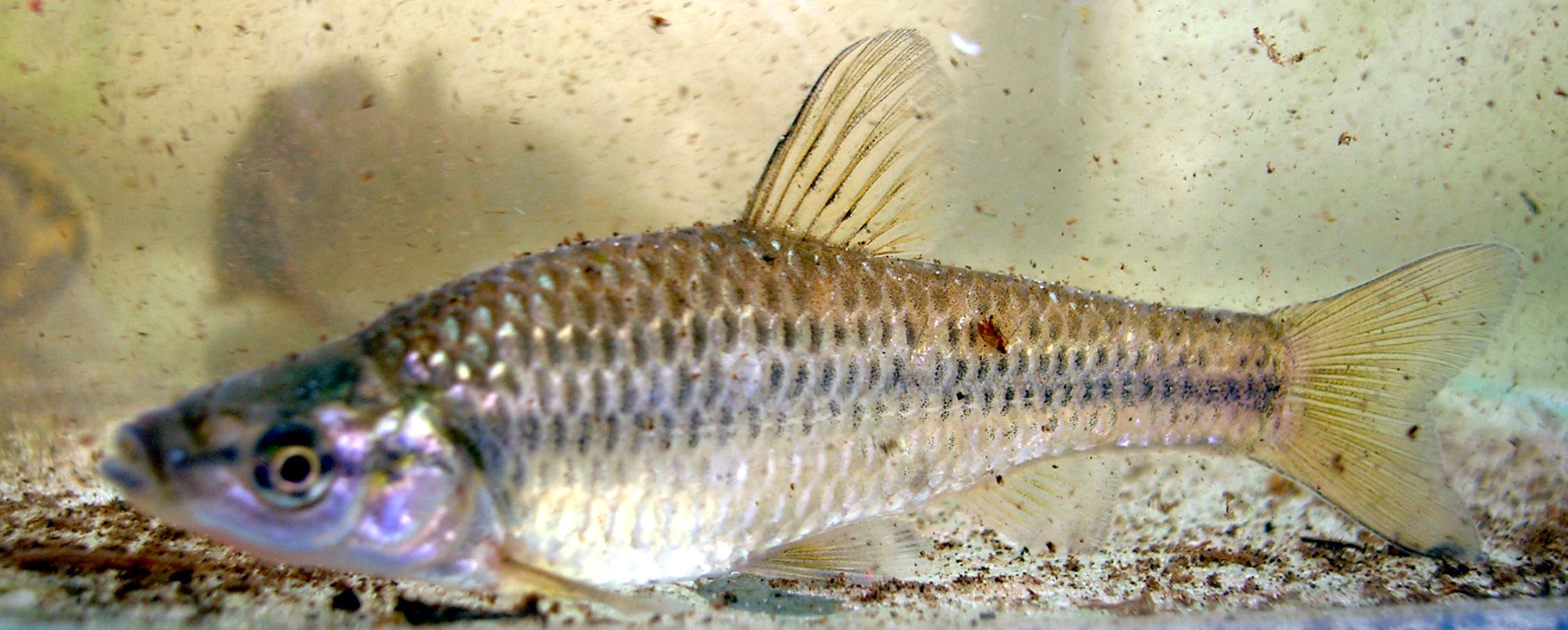
Pseudorasbora parva

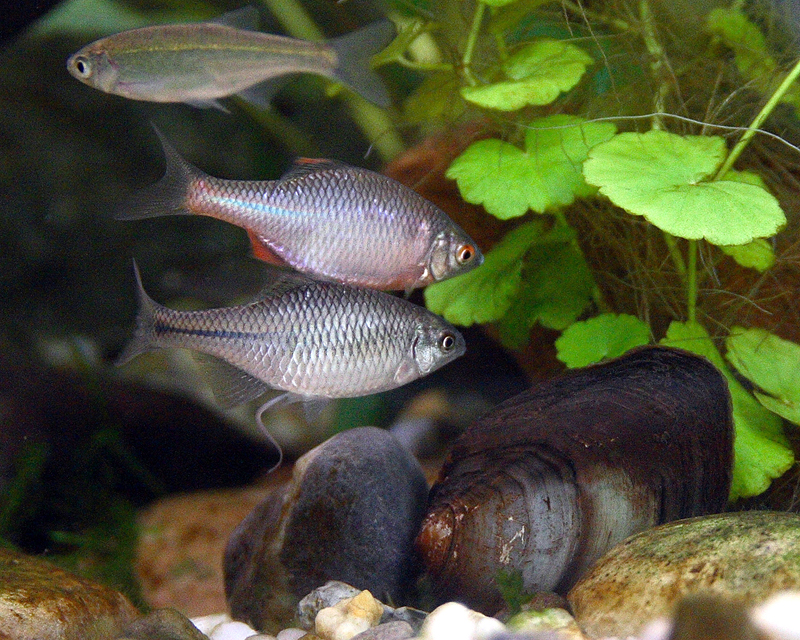
Rhodeus sericeus

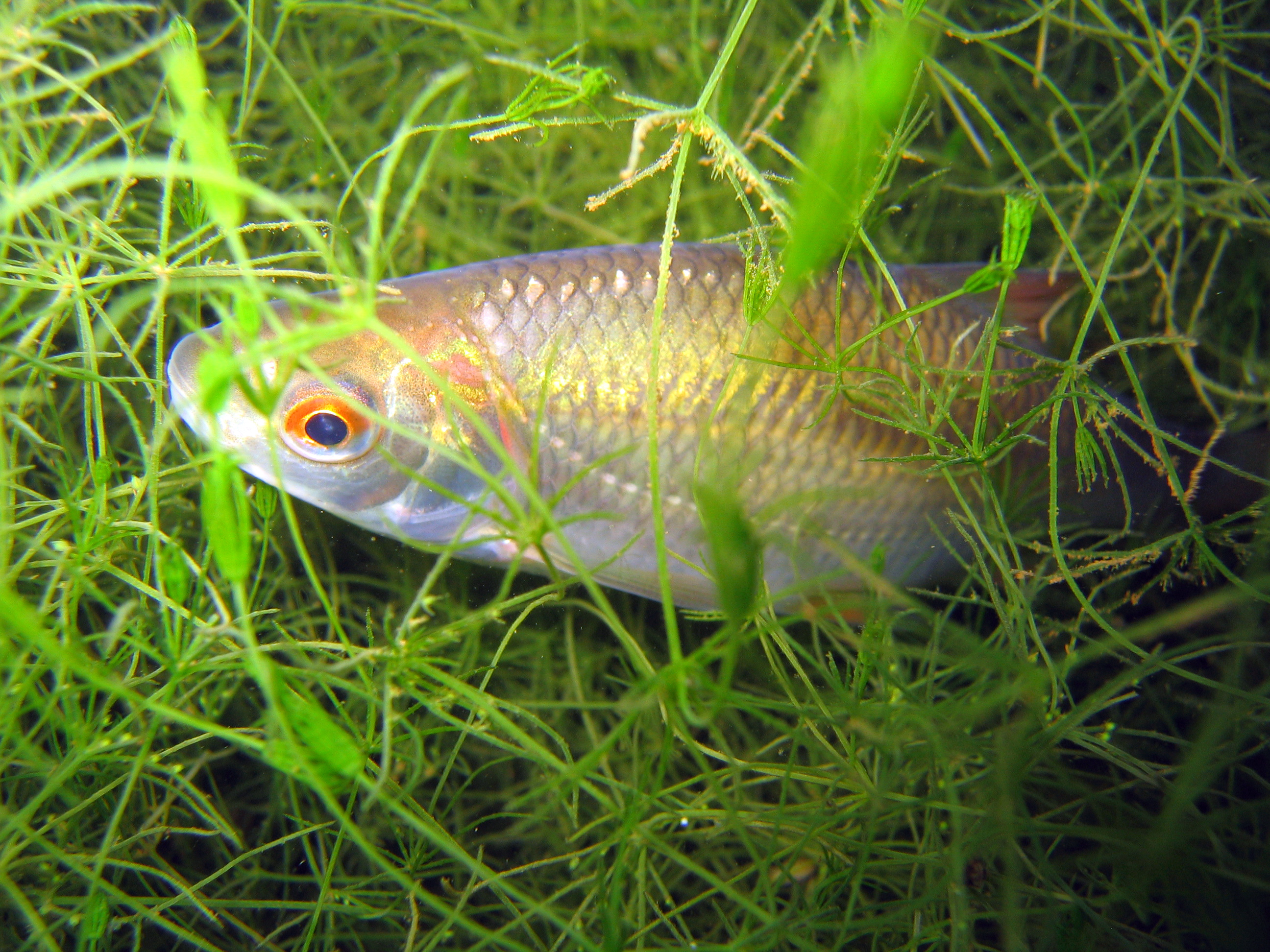
Rutilus rutilus

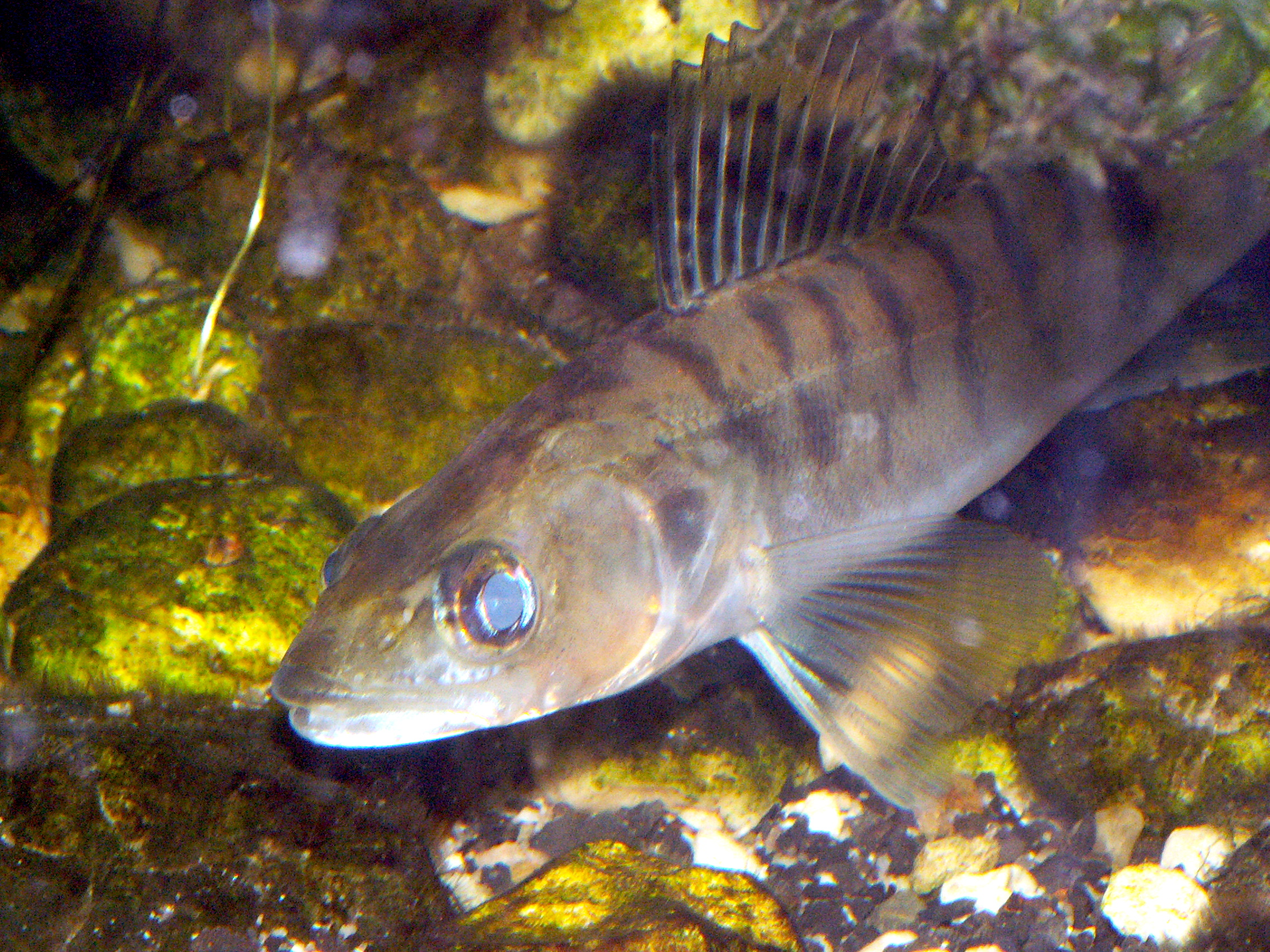
Sander lucioperca

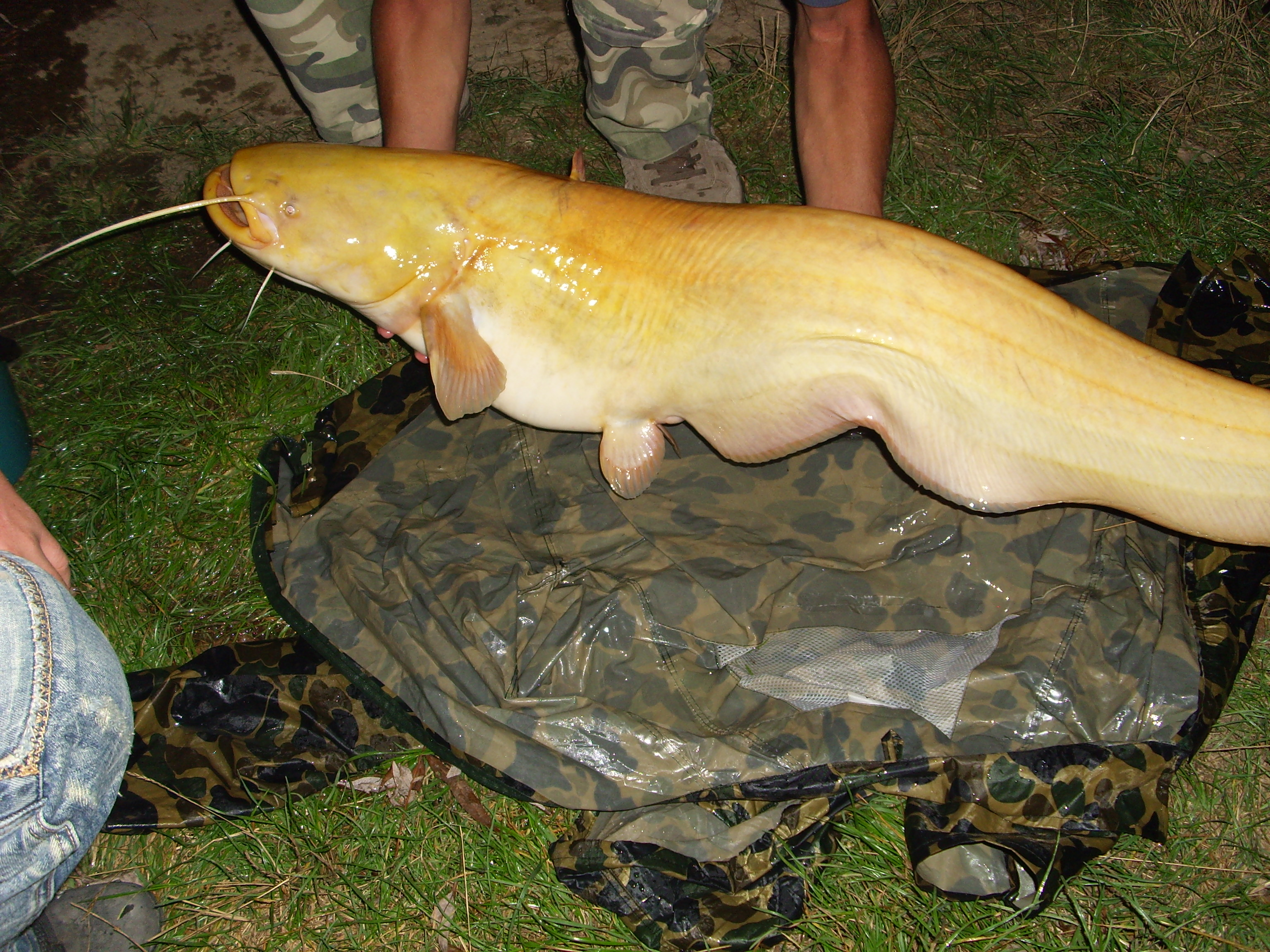
Silurus glanis

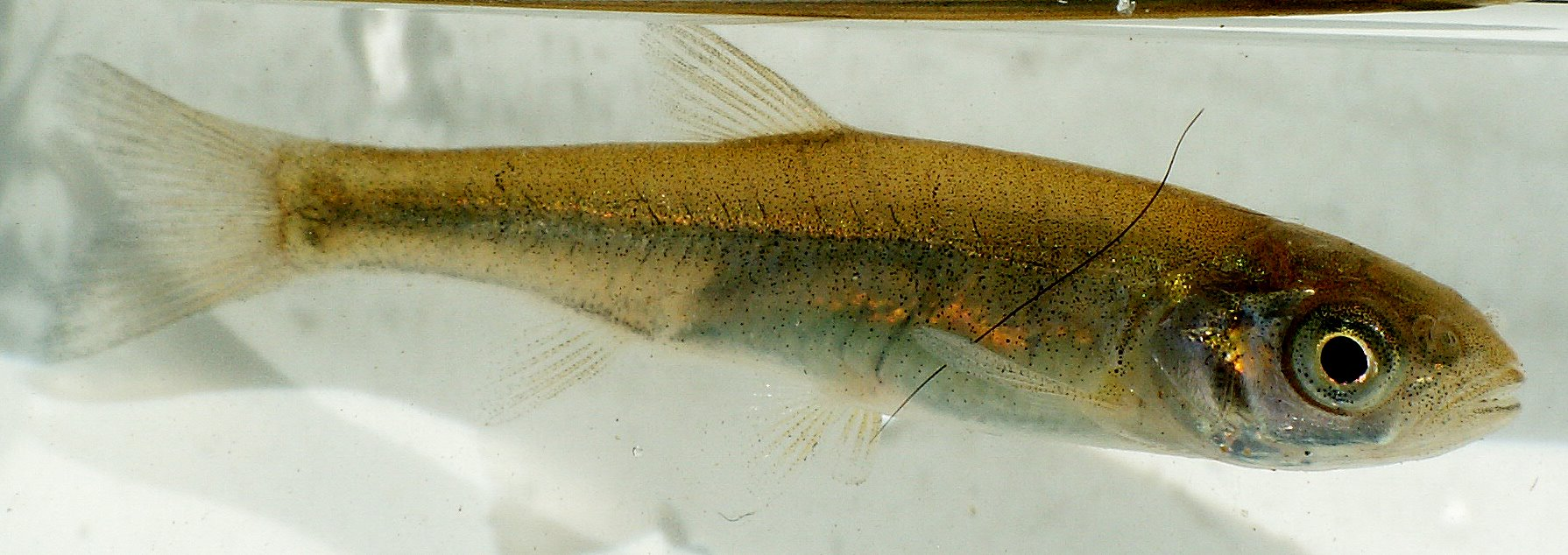
Squalius cephalus

Aquesta llista dels peixos de la Mar Càspia inclou les 141 espècies de peixos que es poden trobar a la mar Càspia ordenades per l'ordre alfabètic de llur nom científic.

## A
- Abramis brama
- Abramis sapa
- Acanthalburnus microlepis
- Acipenser baerii baerii
- Acipenser gueldenstaedtii
- Acipenser nudiventris
- Acipenser persicus
- Acipenser ruthenus
- Acipenser stellatus
- Alburnoides bipunctatus
- Alburnus alburnus
- Alburnus chalcoides
- Alburnus filippii
- Alosa braschnikowi
- Alosa caspia caspia
- Alosa caspia knipowitschi
- Alosa caspia persica
- Alosa immaculata
- Alosa kessleri
- Alosa saposchnikowii
- Alosa sphaerocephala
- Anatirostrum profundorum
- Anguilla anguilla
- Aspius aspius
- Asra turcomanus
- Atherina boyeri

## B
- Ballerus ballerus
- Barbatula bergiana
- Barbatula brandtii
- Barbus brachycephalus brachycephalus
- Barbus brachycephalus caspius
- Barbus capito capito
- Barbus ciscaucasicus
- Barbus lacerta
- Benthophiloides brauneri
- Benthophilus baeri
- Benthophilus casachicus
- Benthophilus ctenolepidus
- Benthophilus granulosus
- Benthophilus kessleri
- Benthophilus leobergius
- Benthophilus leptocephalus
- Benthophilus leptorhynchus
- Benthophilus macrocephalus
- Benthophilus magistri
- Benthophilus mahmudbejovi
- Benthophilus ragimovi
- Benthophilus spinosus
- Benthophilus stellatus
- Benthophilus svetovidovi
- Blicca bjoerkna

## C
- Capoeta capoeta capoeta
- Carassius auratus auratus
- Caspialosa curensis
- Caspiomyzon wagneri
- Caspiosoma caspium
- Chondrostoma cyri
- Chondrostoma oxyrhynchum
- Clupeonella cultriventris
- Clupeonella engrauliformis
- Clupeonella grimmi
- Cobitis melanoleuca melanoleuca
- Cobitis satunini
- Cobitis sinensis
- Cobitis taenia
- Ctenopharyngodon idella
- Cyprinus carpio carpio

## E
- Engraulis encrasicolus
- Esox lucius

## G
- Gambusia holbrooki
- Gasterosteus aculeatus aculeatus
- Gymnocephalus cernuus

## H
- Hemiculter leucisculus
- Huso huso
- Hypophthalmichthys molitrix
- Hypophthalmichthys nobilis
- Hyrcanogobius bergi

## K
- Knipowitschia caucasica
- Knipowitschia iljini
- Knipowitschia longecaudata

## L
- Lampetra camtschatica
- Leucalburnus satunini
- Leucaspius delineatus
- Liza aurata
- Liza saliens
- Lota lota
- Luciobarbus mursa

## M
- Mesogobius batrachocephalus
- Mesogobius nigronotatus
- Mesogobius nonultimus
- Misgurnus fossilis
- Morone saxatilis
- Mugil cephalus
- Mullus barbatus barbatus

## N
- Nemacheilus angorae
- Nemacheilus longicaudus
- Neogobius bathybius
- Neogobius caspius
- Neogobius fluviatilis fluviatilis
- Neogobius gorlap
- Neogobius gymnotrachelus
- Neogobius iljini
- Neogobius kessleri
- Neogobius melanostomus
- Neogobius ratan
- Neogobius syrman

## O
- Oncorhynchus gorbuscha
- Oncorhynchus keta
- Oncorhynchus kisutch
- Oncorhynchus mykiss

## P
- Paracobitis malapterura
- Paracobitis rhadinaeus
- Pelecus cultratus
- Perca fluviatilis
- Proterorhinus marmoratus
- Proterorhinus semipellucidus
- Pseudorasbora parva
- Pungitius platygaster

## R
- Rhodeus amarus
- Rhodeus sericeus
- Romanogobio persus
- Rutilus atropatenus
- Rutilus frisii
- Rutilus rutilus
- Rutilus sojuchbulagi

## S
- Sabanejewia aurata aurata
- Sabanejewia caspia
- Sabanejewia caucasica
- Salmo trutta fario
- Salmo trutta trutta
- Sander lucioperca
- Sander marinus
- Sander volgensis
- Scardinius erythrophthalmus
- Schistura cristata
- Silurus glanis
- Squalius cephalus
- Stenodus leucichthys
- Syngnathus abaster

## T
- Tinca tinca

## V
- Vimba vimba[1]